# WOW (Wendy O. Williams)
WOW è il primo album solista pubblicato dalla ex-cantante dei Plasmatics Wendy O. Williams (il titolo dell'album rimanda alle iniziali del suo nome). Il disco è stato pubblicato nel 1984 dalla Passport Records con la produzione di Gene Simmons.
L'album, oltre al produttore, presenta anche altri musicisti della hard rock band Kiss, come Ace Frehley, Paul Stanley e Eric Carr.
È stato pubblicato insieme ad un video il noto singolo It's My Life.

## Tracce
1. I Love Sex (And Rock And Roll)	(Gene Simmons, Wes Beech, Rod Swenso, T.C. Tolliver, Richie Stotts) 3:47
2. It's My Life (Gene Simmons, Paul Stanley) 3:58
3. Priestess (Wes Beech, Rod Swenson, Chris Romanelli, Richie Stotts) 3:23
4. Thief In The Night (Gene Simmons, Mitch Weissman) 3:47
5. Opus In cm7 (Rod Swenson, Chris Romanelli) 4:20
6. Ready To Rock	(Rod Swenson, Chris Romanelli, Richie Stotts) 5:11
7. Bumb And Grind	(Wes Beech, Rod Swenson, Chris Romanelli, T.C. Tolliver, Richie Stotts) 4:27
8. Legends Never Die (Gene Simmons, Adam Mitchell, Micki Free) 4:25
9. Ain't None Of Your Business (Gene Simmons, Eric Carr, Vinnie Vincent) 3:27

## Formazione
- Wendy O. Williams - voce
- Wes Beech - chitarra ritmica, chitarra solista in "It's My Life"
- Michael Ray - chitarra solista (eccetto le tracce "It's My Life" e "Bump and Grind")
- Reginald Van Helsing - basso
- T. C. Tolliver - batteria (eccetto la traccia "Legends Never Die")

### Ospiti speciali
- Ace Frehley - chitarra solista in "Bump And Grind"
- Paul Stanley - chitarra in "Ready To Rock"
- Eric Carr - batteria in "Legends Never Die"
- Vinnie Vincent - chitarra in "Ain't None Of Your Business"
- Mitch Weissman - piano in "Opus in Cm7"
- Micki Free - chitarra acustica in "Legends Never Die"

## Curiosità
- "Legends Never Die" era in origine una demo dei Kiss per l'album Creatures of the Night dal titolo "When The Legend Dies". Del brano realizzò una cover Doro Pesch nel suo album del 2002 Fight.
- Questo album rappresenta il primo lavoro di Gene Simmons al di fuori dei Kiss.
- I brani "It's My Life" e "Thief In The Night" sono stati entrambi incisi dai Kiss: uno venne pubblicato come demo nel loro box-set nel 2001, l'altro fu incluso nell'album Crazy Nights del 1987.
- Williams ricevette una nomination ai Grammy Awards 1985 nella categoria "Best Female Rock Vocalist of the Year", ma perse contro Tina Turner.